# Кабыш, Инна Александровна
Инна Александровна Кабыш (род. 28 января 1963) — русская поэтесса и педагог.

## Биография
Родилась в Москве в семье служащих. В 1986 окончила факультет русского языка и литературы Московского заочного педагогического института. Работала старшей пионервожатой (1980-83), учителем в школе (1983-87), руководителем литературно-музыкального коллектива при Дворце культуры «Энергетик» (1987-89). Первая публикация — в альманахе «Поэзия» (1985). Стихи печатались в журналах «Новый мир», «Знамя», «Дружба народов», «Дети Ра» и других. Член СП СССР (1989). В 1996 году за книгу «Личные трудности» Инна Кабыш была удостоена Пушкинской премии фонда Альфреда Тёпфера (Гамбург). В 2005 году — премии Дельвига, в 2014 — премии «Московский счет», в 2016 — Ахматовской премии. Лауреат премии журнала «Дети Ра» за 2016 год.
В феврале 2022 года подписала опубликованное в «Литературной газете» письмо «Кто хочет жертв?», где назвала действия российской армии в Украине «вынужденными, но справедливыми».

## Книги
- Личные трудности. — М.: РИФ «Рой», 1994.
- Детский мир. — М.: Х. Г. С., 1996.
- Место встречи. — Саратов: ИКД «ПАРОХОД», 2000.
- Детство. Отрочество. Детство. — Саратов: 2003.
- Невеста без места. — М.: Время, 2008.
- Марш Мендельсона. — М.: Время, 2018.
- Кто варит варенье в июле… — М.: Эксмо, 2018.